# T. S. Eliot

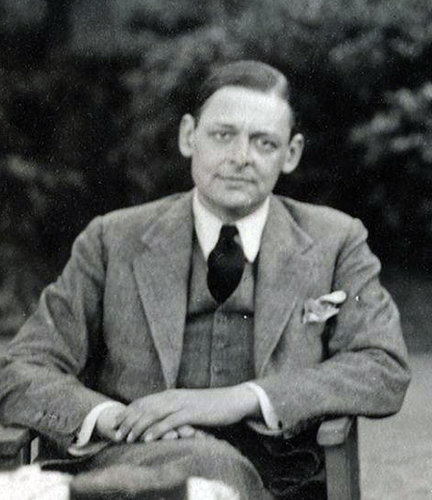
T. S. Eliot (1934)

Thomas Stearns Eliot (* 26. September 1888 in St. Louis, Missouri, Vereinigte Staaten; † 4. Januar 1965 in London, England) war ein englischsprachiger Lyriker, Dramatiker und Kritiker, der als einer der bedeutendsten Vertreter der literarischen Moderne gilt. Im Jahr 1948 wurde er mit dem Literaturnobelpreis ausgezeichnet.
Eliot studierte Philosophie und Literatur in Harvard. Nach einem Studienjahr an der Sorbonne und einem Aufenthalt 1914 an der Universität Marburg wanderte Eliot zu Beginn des Ersten Weltkriegs nach London aus und lebte fortan überwiegend dort. Er arbeitete zunächst als Lehrer, dann von 1917 bis 1925 in der Auslandsabteilung der Lloyds Bank bis zu seinem Eintritt in das Verlagshaus Faber und Faber, in dessen Leitung er über Jahrzehnte wirkte. In den 1920er Jahren verbrachte er viel Zeit in Paris. 1927 wurde er britischer Staatsbürger und trat der Church of England bei.
Erste Erfolge als Literat feierte Eliot 1915 mit J. Alfred Prufrocks Liebesgesang (The Love Song of J. Alfred Prufrock); doch der internationale Durchbruch glückte ihm erst 1922 mit Das wüste Land, einem der wirkungsgeschichtlich einflussreichsten Gedichte des 20. Jahrhunderts. Es wurde oft mit James Joyce’ Jahrhundertroman Ulysses verglichen, der im selben Jahr beim selben Verleger erstmals erschien. Es folgten Die hohlen Männer, Aschermittwoch und die Vier Quartette, die sein Spätwerk darstellen und dazu beitrugen, dass ihm 1948 der Nobelpreis für Literatur verliehen wurde.
Eliot war ebenso als Dramatiker tätig und veröffentlichte sieben Dramen, von denen Mord im Dom das heute international bekannteste Werk ist. Als Die Cocktailparty 1950 auf dem Broadway aufgeführt wurde, erhielt Eliot als Autor des Stückes den Tony Award für das Beste Theaterstück.
Eliots spröde, beziehungsreiche Lyrik ist reich an Anspielungen auf Mythos, Kultur und Dichtung vom alten Indien über das Mittelalter bis zur Vorkriegszeit (sogenannte Bildungslyrik). Sie spiegelt eine aus den Fugen geratene Welt und versucht, das Existenzproblem des modernen Menschen durch Hinwendung zu einem christlich fundierten Humanismus (vor allem im Spätwerk seit 1930) zu lösen. Seine Bühnenwerke bilden die Wiederbelebung des poetischen Dramas.

## Leben
Thomas Stearns Eliot, das jüngste von sieben Kindern einer angesehenen Bostoner Familie, deren Vorfahren im 17. Jahrhundert von England nach Amerika ausgewandert waren, wurde in St. Louis geboren. Sein Vater Henry Ware Eliot war Besitzer einer Ziegelfabrik, seine Mutter Charlotte Stearns Champe Eliot eine ehemalige Lehrerin. Mit siebzehn Jahren begann er ein Studium in Harvard, später studierte er an der Sorbonne in Paris Mathematik, Philosophie sowie europäische und asiatische Sprachen. 1911 kehrte er als Doktorand an die Harvard-Universität zurück und ging 1914 endgültig nach Europa. Seine erste Station dort war Marburg, wo er an einem dann abgesagten Ferienkurs der Universität teilnehmen wollte. Als der Erste Weltkrieg ausbrach, reiste er nach Ende der deutschen Mobilisierung über die neutralen Niederlande zunächst nach London und schließlich nach Oxford, wo er ein Stipendium am Merton College erhalten hatte. In dieser Zeit beschloss er, Dichter zu werden, und veröffentlichte in der von Ezra Pound herausgegebenen Catholic Anthology sein erstes bedeutendes Gedicht The Love Song of J. Alfred Prufrock. Nach Amerika kehrte er in der Folge nur noch als Besucher zurück.

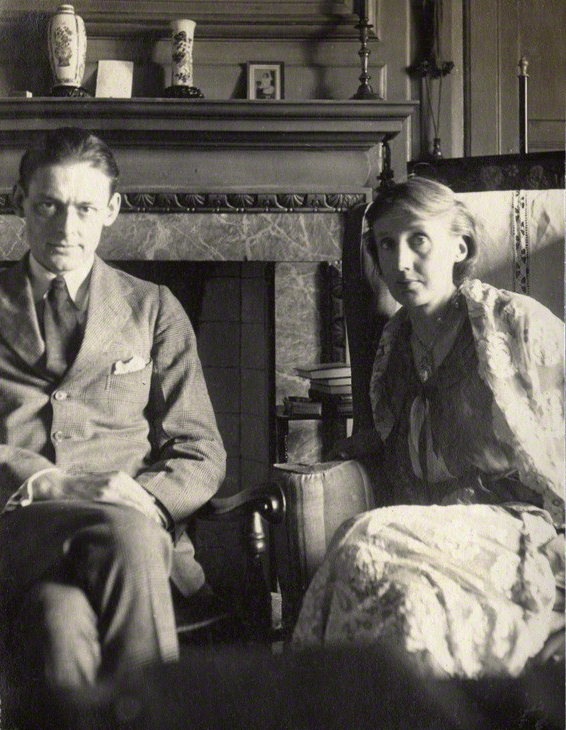
Eliot und Virginia Woolf. Foto von Ottoline Morrell, 1924

In England arbeitete er von 1915 bis 1925 als Bankangestellter, bis er Direktor des angesehenen Verlagshauses Faber & Gwyer (später Faber & Faber) wurde. 1915 heiratete er Vivienne Haigh Wood. Die Ehe war unglücklich und blieb kinderlos; seine Frau litt häufig an verschiedenen Krankheiten. 1921 erlitt Eliot einen Nervenzusammenbruch; 1933 trennte er sich von seiner Frau, die 1947 in einer psychiatrischen Einrichtung starb, in der sie sieben Jahre verbracht hatte.
Bei einer Reise nach Paris im Jahr 1920 begegnete er erstmals James Joyce, mit dem ihn später eine Freundschaft verband. 1920 veröffentlichte er den Essayband The sacred Wood, in dem er die ästhetische Entpersonalisierung des Gedichts durch die radikale Befreiung von jeglichem emotionalen Ausdruck des Künstlers und dessen „Selbstaufopferung“ (self-sacrifice) und „Auslöschung“ (extinction) in seinem Produkt forderte. 1922 gründete er die literarische Zeitschrift The Criterion, deren Herausgeber er bis zu ihrer Einstellung im Jahr 1939 blieb. 1922 erschien auch sein erstes Hauptwerk, das Versepos Das wüste Land (englischer Originaltitel The Waste Land), bei dessen Zusammenstellung und Redaktion ihm Ezra Pound geholfen hatte. Eliot wurde mit dem Dial-Preis für besondere Verdienste um die amerikanische Literatur ausgezeichnet. Damit wurde er auf einen Schlag berühmt.
Im Jahr 1927 erwarb Eliot die britische Staatsbürgerschaft und trat der Church of England bei. Sein Auftreten in dieser Zeit war betont britisch, was so weit ging, dass er sich einen englischen Akzent zulegte. Viele Aspekte der amerikanischen Tradition lehnte er ab. Dennoch reiste er vorübergehend zurück in die Vereinigten Staaten, um 1932 und 1933 eine Gastprofessur für Poetik in Harvard zu übernehmen.
1935 erfolgte die Veröffentlichung des Dramas Murder in the Cathedral. Im Lauf der nächsten beiden Jahrzehnte kamen verschiedene Essays heraus. 1942 veröffentlichte er das Gedicht Little Gidding, 1944 außerdem das bedeutende lyrische Werk Four Quartets, das von seinem Ringen um spirituelle Erkenntnis zeugt. Danach schrieb er keine Gedichte mehr, um sich nicht wiederholen zu müssen. Neue Ausdrucksformen fand er nicht mehr.
1952 wurde T. S. Eliot Präsident der Londoner Bibliothek. 1943 wurde er in die American Academy of Arts and Letters, 1954 in die American Academy of Arts and Sciences und 1960 in die American Philosophical Society gewählt. Im Lauf der Jahre erhielt er zahlreiche Ehrendoktortitel, unter anderem von der Sorbonne, Yale University, Oxford und München. Bis kurz vor seinem Tod veröffentlichte er weitere Essays und Dramen, unter anderem The Confidential Clerk und The Elder Statesman.
1957 heiratete Eliot seine junge Sekretärin Valerie Fletcher. Er verstarb am 4. Januar 1965 im Alter von 76 Jahren in London. Seine Witwe verwaltete den Nachlass bis zu ihrem Tode im November 2012.

## Bedeutung
Der Schwerpunkt in Eliots Werk lag auf der Lyrik. Er gilt als hervorragende Dichterpersönlichkeit seiner Zeit, der seine Vorbilder in Vergil, Dante und William Shakespeare sah. Außerdem räumte er der metaphysischen Dichtung einen hohen Stellenwert ein. In einer 1921 veröffentlichten Schrift hob er besonders den englischen Poeten John Donne hervor und löste damit eine internationale Diskussion der metaphysischen Dichter aus. Einflussreiche kritische Essays schrieb er auch über die Lyrik der Romantik. Eliots Themen waren Zeit und Ewigkeit, das Ringen um die Wiedergeburt des Geistes und Aussöhnung mit den Geistern der Vergangenheit. Seine Dramatik war vor allem durch William Butler Yeats inspiriert. Er machte auch freie Rhythmen und abstrakte Dichtung, teilweise mit musikalischen Kompositionselementen, in Europa populär.
Eliot betrachtete Literatur als Möglichkeit, in der chaotischen Wirklichkeit eine Ordnung aufzudecken und damit direkten Einfluss auf das individuelle Leben zu nehmen. Seine Denkweise war vom Buddhismus, von der christlichen Mystik und von der antiken Philosophie beeinflusst. Dabei vertrat er die Auffassung, dass man die Gegenwart nur verstehen könne, wenn man sich intensiv mit der Vergangenheit auseinandersetzt. Er selbst übte einen starken Einfluss auf einige bedeutende spätere Denkströmungen aus, darunter den Existenzialismus.

## Eliots kulturtheoretische Positionen
Eliot war als anglo-katholischer Tory einem elitären, eurozentrischen Kulturkonservatismus verpflichtet; zugleich kann er als Vorläufer der Cultural studies gelten, weil für ihn die Kultur (Sport, Essen usw.) in den alltäglichen Lebensvollzug integriert ist, der durch die Kultur formiert wird. Er hebt jedoch den damit verbundenen Prozess der „Selbstkultivierung“ des Individuums von der modernen Massenkultur ab; diese verhindere letztlich den Prozess der Kultivierung des Einzelnen und damit die individuelle Sinngebung. Für ihn ist Kultur im Unterschied zur Zivilisation sinn- und wertstiftend. Im Unterschied zur höheren, bewussten Kultur ist für Eliot die alltägliche, untere Ebene der Kultur weitgehend unbewusst bzw. latent bewusst, aber weitgehend automatisiert. Die kulturellen Abstufungen spiegeln zugleich die verschiedenen Ebenen der Kultur wider. Das bewusste Moment von Kultur, das mit der Hochkultur verbunden ist, wird jedoch bestimmend für deren Schicksal.

## Politische und religiöse Ansichten
T. S. Eliots Weltbild war vor allem durch den christlichen Glauben, wie er in der hochkirchlichen Richtung der anglikanischen Kirche (Church of England) zum Ausdruck kommt, und durch Denker wie Augustinus geprägt. Er lehnte eine gesellschaftliche Ausrichtung an weltlichen Werten weitgehend ab und forderte, die Kultur an der Religion auszurichten, da sie in anderer Weise nicht funktionieren könne. Liberalismus, Humanismus oder Marxismus betrachtete er als gescheitert. Politische Ausrichtungen, die sich nicht am Glauben orientierten, müssten in seinen Augen zwangsläufig zu Totalitarismus oder Anarchie führen. Der Glaube ist dabei nicht beliebig, sondern muss eine Akzeptanz der Dogmen und der Kirche einschließen. Eine Gesellschaft, die sich an diesen Grundsätzen nicht orientiert, läuft für Eliot Gefahr, sich aufzulösen.
Großes Misstrauen brachte Eliot dem Fortschrittsgedanken entgegen, der im Zeitalter der Moderne eine große Rolle spielte. Teilweise liegt dies daran, dass er eine strenge Aufteilung der Zeit in Vergangenheit, Gegenwart und Zukunft ablehnte und transzendentalere Vorstellungen von der Zeit hatte. Die Vergangenheit und die Zukunft sind für ihn immer auch in der Gegenwart enthalten. Zeit ist für ihn nicht ohne einen Bezug zu Ewigkeit denkbar, Geschichte nicht ohne einen Bezug zu Gott. Weltlicher Fortschritt beruht daher für ihn auf den falschen Werten; er ist stets an der Zukunft orientiert, was in Eliots Gedankenmodell jedoch keinen Sinn ergibt und im Gegenteil dazu führen kann, Menschen blind für wichtigere Werte zu machen.
Ein Vorwurf, dem sich T. S. Eliot immer wieder ausgesetzt sah, ist der der Judenfeindlichkeit. Besonders eine Passage in seinem Gedicht Gerontion und eine Vorlesungsreihe, die er 1933 in Virginia hielt, wurden als explizit antisemitisch wahrgenommen, Eliot verglich in Burbank with a Baedeker: Bleistein with a Cigar (1920) Juden mit Ratten. Obwohl sich Eliot nach dem Zweiten Weltkrieg implizit zumindest teilweise von derartigen Ansichten distanzierte, spielen antisemitische Grundzüge seines Denkens auch in der aktuellen Eliot-Forschung immer noch eine Rolle.

## Eliot als Dramatiker
Dem Drama wandte sich T. S. Eliot erst verhältnismäßig spät zu, in den 1930er Jahren. Stark beeinflusst war er von William Butler Yeats. Eliot war ein Anhänger des Versdramas, in dem er die Vorzüge literarischer und musikalischer Werke vereinigt sah. Dramatiker wie Henrik Ibsen oder Anton Tschechow kritisierte er für ihre Verwendung von Prosa, die in seinen Augen ihre Ausdrucksmöglichkeiten einschränkte. Verse betrachtete er demgegenüber als klar überlegen, da sie eine tiefere und weniger artikulierte Grundlage hätten und dadurch eine stärkere Wirkung ausübten.
Ein Problem des Versdramas war für Eliot seine Entfremdung vom Leben seiner Zeit. Den üblichen Blankvers betrachtete er als untauglich, die Lebenswirklichkeit wiederzugeben, da sich die Alltagssprache zu weit von ihm entfernt habe. Einen großen Teil der im 19. und frühen 20. Jahrhundert in Blankvers verfassten Dramen kritisierte er daher für ihre Künstlichkeit. Für Eliot war eine Annäherung an die Alltagssprache notwendig, um das Theaterpublikum emotional wieder erreichen zu können. Die von ihm gewählten Versformen sind daher relativ frei; typisch sind Verse mit drei Betonungen und unterschiedlichen Silbenzahlen, die er flexibel handhabte.
Ähnlich wie die Sprache sind auch die Figuren und Schauplätze seiner Dramen zeitgenössisch und oftmals alltäglich. Häufig liegen dabei jedoch religiöse oder mythologische Elemente zu Grunde, die teils offensichtlich hervortreten, teils eher versteckt bleiben. Dabei stand für Eliot weniger die Modernisierung der Mythen im Vordergrund als vielmehr die Absicht, Allgemeinmenschliches, das sich für ihn in diesen Mythen ausdrückte, dem modernen Publikum erfahrbar zu machen.
Ein wichtiger deutscher Übersetzer einiger Werke Eliots war zu seiner Zeit Rudolf Alexander Schröder.

## Werke

### Lyrik
- Prufrock and other Observations. 1917
- Ara Vos Prec (1919)
- The Waste Land (dt. Das wüste Land). 1922
- The Hollow Men (dt. Die hohlen Männer), 1925
- Ash Wednesday (dt. Aschermittwoch). 1930
- Marina. 1930
- Old Possum’s Book of Practical Cats (dt. Old Possums Katzenbuch). 1939 (1981 vertont als Musical Cats)
- East Coker. 1940
- Burnt Norton. 1941
- The Dry Salvages. 1941
- Little Gidding. 1942
- Four Quartets (dt. Vier Quartette). 1943

### Dramen
- Sweeney Agonistes. 1932
- The Rock. 1934
- Murder in the Cathedral (dt. Mord im Dom). 1935
- The Family Reunion (dt. Ein Familientag). 1939
- The Cocktail Party (dt. Die Cocktailparty). 1950
- The Confidential Clerk (dt. Der Privatsekretär). 1954
- The Elder Statesman (dt. Ein verdienter Staatsmann). 1959

### Kritik
- The Sacred Wood. 1920
- The Criterion; Zeitschrift, Herausgeber von 1922 bis 1939
- Andrew Marvell. 1922
- Homage to John Dryden. 1924
- Shakespeare and the Stoicism of Seneca. 1927
- For Lancelot Andrews: Essays on Style and Order. 1928
- Dante. 1929
- Tradition and Experiment in Present-Day Literature. 1929
- Thoughts After Lambeth. 1931
- John Dryden. 1932
- The Use of Poetry and the Use of Criticism. 1933
- After Strange Gods. 1934
- Elizabethan Essays. 1934
- Essays Ancient and Modern. 1936
- The Idea of a Christian Society. 1939
- Britain at War. 1941
- Points of View. 1941
- The Classics and The Man of Letters. 1942
- Notes Towards the Definition of Culture 1949 (dt. Beiträge zum Begriff der Kultur, Frankfurt 1949)
- Poetry and Drama. 1951
- The Three Voices of Poetry. 1954
- Religious Drama: Mediaeval and Modern. 1954
- On Poetry and Poets (dt. Dichter und Dichtung). 1957
- Knowledge and Experience in the Philosophy of F. H. Bradley. 1964 (Erstdruck der Dissertation von 1916)
- The Varieties of Metaphysical Poetry. Entstehungsjahr unbekannt, Erstveröffentlichung 1994